# Plankington Bluff
Il Plankington Bluff è una vasta falesia rocciosa antartica, situata lungo il bordo sudoccidentale della Mackin Table, 9 km a sudest del Shurley Ridge, nel Patuxent Range dei Monti Pensacola, in Antartide. 
La falesia è stata mappata dall'United States Geological Survey (USGS) sulla base di rilevazioni e foto aeree scattate dalla U.S. Navy nel periodo 1956-66.
La denominazione è stata assegnata dall'Advisory Committee on Antarctic Names (US-ACAN), in onore di John C. Plankington Jr., meteorologo presso la Base Amundsen-Scott durante l'inverno del 1967.